# Медведев, Андрей Николаевич (музыкант)
Андрей Николаевич Медведев (род. 3 октября 1952 года, Ленинград, РСФСР, СССР) — советский и российский композитор, дирижёр, аранжировщик.

## Биография
В 1977 году закончил СПбГУКИ (кафедра Музыкального искусства эстрады) — как дирижёр эстрадного оркестра. Работал анжировщиком и дирижёром музыкальных программ и авторских концертов Андрея Петрова, Вениамина Баснера, Давида Тухманова, фестивалей «Весна Романса», «Виват, Кино России», Всероссийских конкурсов композиторов им. А. Петрова, Международного конкурса вокалистов «ГРАН-ПРИ» и др. 
В 1980-е годы принимал участие в музыкальных телевизионных программах «Песня года», «Утренняя почта», «Голубой огонёк». Андрей Медведев — автор музыки к театральным постановкам, телевизионным программам, документальным кинофильмам. Как композитор сотрудничал с Ольгой Клименковой, Львом Алексеевым, Евгением Раевским и другими поэтами. Песни Медведева входят в репертуар Михаила Боярского, Игоря Скляра, Людмилы Сенчиной, Марины Капуро, Сергея Рогожина, Виталия Каратаева.
Живёт и работает в Санкт-Петербурге.

## Награды
- Лауреат петербургского конкурса «Весна романса».
- Лауреат («Гран-при») петербургского конкурса  «Хит-парад-87».
- Лауреат всесоюзного конкурса «Красная гвоздика» (Номинация «Лучшая аранжировка»).
- Лауреат всесоюзного радио-конкурса «Новые имена»[1][2].

## Избранные песни
- «День рождения» (слова Ольги Клименковой), исполняет Михаил Боярский.
- «Прощание с морем» (слова Дали Саукайтите), исполняет Людмила Сенчина.
- «Белые цветы» (слова Ольги Клименковой), исполняет Игорь Скляр.
- «Мишель» (слова Ольги Клименковой), исполняет Игорь Скляр.
- «Поздно тебя искать» (слова Ольги Клименковой), исполняет Игорь Скляр.
- «Портрет Челентано» (слова Ольги Клименковой), исполняет Игорь Скляр.
- «Пять углов» (слова Ольги Клименковой), исполняет Игорь Скляр[2].